# Harmothoe hyalonema
Harmothoe hyalonema är en ringmaskart som beskrevs av Martin, Rosell och Uriz 1992. Harmothoe hyalonema ingår i släktet Harmothoe, och familjen Polynoidae. Arten har ej påträffats i Sverige.